# Cerro Kanchis Kancha
Cerro Kanchis Kancha är ett berg i Bolivia.   Det ligger i departementet Potosí, i den centrala delen av landet, 120 km sydväst om huvudstaden Sucre. Toppen på Cerro Kanchis Kancha är 4 475 meter över havet, eller 38 meter över den omgivande terrängen. Bredden vid basen är 0,38 km.
Terrängen runt Cerro Kanchis Kancha är huvudsakligen kuperad. Runt Cerro Kanchis Kancha är det mycket glesbefolkat, med 2 invånare per kvadratkilometer.. 
Omgivningarna runt Cerro Kanchis Kancha är i huvudsak ett öppet busklandskap.